# كارلوس غارسيا (لاعب كرة قدم مواليد 1971)
كارلوس غارسيا (بالإسبانية: Carlos José García)‏ هو لاعب كرة قدم فنزويلي في مركز الدفاع، ولد في 12 نوفمبر 1971 في ماراكاي في فنزويلا. شارك مع منتخب فنزويلا لكرة القدم. أما مع النوادي، فقد لعب مع ديبورتيفو تاشيرا ومينيروس دو غويانا.

## وصلات خارجية
- كارلوس غارسيا على موقع قاعدة بيانات كرة القدم.إي يو (الإنجليزية)
- كارلوس غارسيا على موقع ناشيونال فوتبول تيمز (الإنجليزية)